# Patrick Meijer

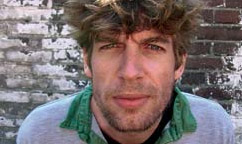
Patrick Meijer

Patrick Meijer (Enschede, 22 januari 1973) is een Nederlandse stand-upcomedian, woonachtig te Utrecht.
Hij won in 2005 de Culture Comedy Award, en houdt zich naast stand-upcomedy ook bezig met acteren en tekstschrijven. Hij schrijft onder andere mee aan de teksten van Javier Guzman.
In 2021 bracht hij de Oudegrachtconference in de functie van Stadscomedian van Utrecht. Vanwege de coronapandemie werd het festival online gebracht.